# Gramorównoważnik radu
Gramorównoważnik radu – dawna jednostka miary promieniowania gamma wytwarzanego przez substancję promieniotwórczą. Równoważnik oznacza taką ilość gramów radu-226 (znajdującą się w równowadze promieniotwórczej ze swoimi produktami rozpadu), której ilość promieniowania jest taka sama jak ilość promieniowania określanej substancji. 